# Louise McManus
Rachel Louise McManus (4 de marzo de 1896-29 de mayo de 1993) fue una enfermera, profesora de enfermería y la primera enfermera estadounidense en obtener un doctorado. Estableció escuelas de enfermería a nivel universitario y ayudó a desarrollar métodos estandarizados a nivel nacional para obtener la licenciatura en enfermería en los Estados Unidos.

## Biografía
Louise McManus obtuvo su título de enfermería en la Escuela de Enfermería del Hospital General de Massachusetts. Completó su licenciatura, maestría y doctorado en el Teachers College de la Universidad de Columbia, donde fue la primera persona en obtener un doctorado en el campo de la enfermería.
Creó el Instituto de Investigación de Enfermería en el Teachers College de la Universidad de Columbia, donde luego fue profesora y decana y fue directora de la División de Educación de Enfermería del Teachers College de 1947 a 1961. Fue pionera en la profesionalización de la Enfermería, ayudó a desarrollar métodos estandarizados a nivel nacional para obtener la licenciatura en enfermería en los Estados Unidos, que todavía están vigentes. McManus se veía a sí misma como una defensora de los pacientes y desarrolló una «Declaración de los Derechos del Paciente» que más tarde sería reconocida por la Comisión Conjunta de Acreditación de Hospitales.
Fue presidenta de la Fundación Internacional de Enfermería Florence Nightingale en Londres y recibió múltiples reconocimientos por su trayectoria y contribuciones, como el Premio Bicentenario de la Universidad de Columbia, el Premio Mary Adelaide Nutting para Liderazgo y fue elegida para formar parte del National Women's Hall of Fame en 1994.
Falleció el 29 de mayo de 1993.